# George Washington Hough

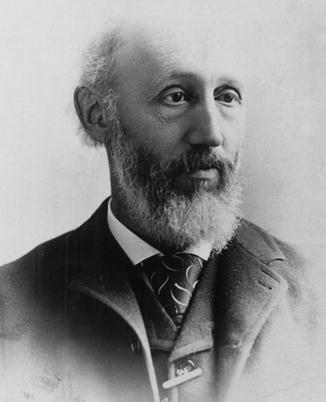
George Washington Hough

George Washington Hough (* 24. Oktober 1836 in Montgomery, New York; † 1. Januar 1909 in Evanston, Illinois) war ein US-amerikanischer Astronom.
Hough entdeckte 627 Doppelsterne und machte systematische Studien der Oberfläche des Jupiter. Er entwarf und konstruierte mehrere Instrumente für die Astronomie, Meteorologie und Physik. Von 1862 bis 1874 war er Direktor des Dudley Observatory in Albany, New York. In 1879 wurde er Professor der Astronomie an der University of Chicago. Er wurde Direktor des Dearborn Observatory, als dieses nach Evanston verlegt wurde. Er erstellte die originalen Pläne für die Kuppel und für die elektrische Kontrolle des Teleskops.